# Вежбе (Великопольське воєводство)
Вежбе (пол. Wierzbie) — село в Польщі, у гміні Сомпольно Конінського повіту Великопольського воєводства.
Населення — 418 осіб (2011).
У 1975-1998 роках село належало до Конінського воєводства.

## Демографія
Демографічна структура станом на 31 березня 2011 року:
|          | Загалом | Допрацездатний вік | Працездатний вік | Постпрацездатний вік |
| -------- | ------- | ------------------ | ---------------- | -------------------- |
| Чоловіки | 210     | 43                 | 147              | 20                   |
| Жінки    | 208     | 48                 | 106              | 54                   |
| Разом    | 418     | 91                 | 253              | 74                   |